# Бектенов, Эмиль Зияшевич
Эмиль Зияшевич Бектенов (21 декабря 1934—1999, Бишкек, Кыргызстан) — киргизский государственный деятель, министр связи Республики Кыргызстан (1991—1994). Лауреат Государственной премии СССР.

## Биография
Родился в семье известного киргизского ученого-языковеда, манасоведа Зияша Бектенова.
В 1958 г. окончил факультет «Радиосвязь и радиовещание» Московского электротехнического института связи, в 1960 г. — аспирантуру.
Трудовую деятельность начал в 1958 г. в должности инженера управления радиорелейных магистралей и телевидения.
- 1961—1964 гг. — старший инженер, начальник цеха Киргизского республиканского Радиоцентра,
- 1961—1971 гг. — главный инженер, начальник управления радиорелейных магистралей (УРМТ),
- 1971—1982 гг. — начальник Республиканского управления радио трансляционных сетей (РУРТ),
- 1982—1984 гг. — заместитель министра связи Киргизской ССР,
- 1984—1987 гг. — председатель исполнительного комитета Свердловского районного совета г. Фрунзе,
- 1987—1991 гг. — начальник Республиканского производственного объединения радиорелейных магистралей (РМТР),
- 1991—1994 гг. — министр связи Республики Кыргызстан,

С 1999 г. — представитель Кыргызстана в Международной организации спутниковой связи «ИНТЕРСПУТНИК».

## Награды и звания
Лауреат Государственной премии СССР, награждён орденом Трудового Красного Знамени, медалями «За трудовое отличие» и «За доблестный труд», двумя Почетными Грамотами Верховного Совета Киргизской ССР.
«Почетный радист СССР», «Заслуженный связист Киргизской ССР».